# Michel Moussa
Michel Moussa (arabe:ميشال موسى) (né le 19 septembre 1949 au Sud-Liban) est un homme politique libanais et docteur en cardiologie.

## Biographie
Michel Moussa est né a Maghdouché au Liban en 1949, dans une famille chrétienne de rite grec-catholique. 
Il est élu député à Zahrani au Liban Sud en 1992 et est réélu à ce poste lors des législatives de 1996, 2000, 2005, 2009 et 2018. Il est actuellement aussi le président de la Commission Parlementaire des Droits de L’Homme et membre de la Commission Parlementaire des Affaires Étrangères.
Moussa occupa les postes de ministre du Travail et des Affaires sociales dans le gouvernement de Salim El-Hoss en 1998, de ministre de l’Environnement dans le gouvernement de Rafiq Hariri en 2000 et toujours sous Rafic Hariri, de ministre d’État chargé des Affaires parlementaires en 2004.
Il est diplômé de l'Université de Montpellier en tant que Cardiologue (1980)

## Vie privée
Michel Moussa est marié à Jeanine Abou Khalil et a deux enfants, Sary (né en 1987) et Bassam (né en 1988).

Michel Moussa lors d'une audience télévisée